# Clorur d'acetil
El clorur d'acetil és un halur d'acil derivat de l'àcid acètic. A temperatura i pressió ambient és incolor. Aquest compost no existeix a la natura perquè el contacte amb l'aigua l'hidrolitza en àcid acètic i àcid clorhídric.

## Síntesi
Se sintetitza químicament a partir del clorur de tionil i àcid acètic:
```
H₃C-COO-H + O=SCl₂ → H₃C-COCl + SO₂ + H-Cl
```

## Acetilació
Acetilació, o en la nomenclatura IUPAC etanoilació, descriu una reacció química que introdueix un grup funcional acetil dins un compost químic. Per altra banda, una desacetilació és treure el grup acetil del compost.
Específicament, l'acetilació es refereix al procés que introdueix un grup acetil (que resulta en un grup acetoxi) dins un compost, la substitució d'un grup acetil per un àtom d'hidrogen. Una reacció que implica la substitució d'un àtom d'hidrogen d'un grup hidroxil amb un grup acetil (CH₃ CO) dona un èster específic, l'acetat. Comunament es fa servir anhídrid acètic com a agent acetilant reaccionant amb els grups hidroxil lliures. Per exemple, es fa servir en la síntesi d'aspirina i l'heroïna i en les cèl·lules vives en l'acetilació de les proteïnes.

## Seguretat
En contacte amb l'aigua o l'aire, a causa de la seva humitat, pot resultar explosiu. A més, té un punt d'ignició molt baix i, per tant, s'han d'evitar flames, guspires o contacte amb superfícies calentes, etc.
És molt important que en cas d'incendi no s'utilitzi aigua o altres agents hídrics excepte per a refredar els bidons, sempre que no entri en contacte amb la substància.

## Farmacologia
En l'àmbit de la farmacologia, quan els grups acetil s'uneixen a certes molècules orgàniques, es produeix un increment de la seva capacitat per travessar la barrera hematoencefàlica. D'aquesta manera, la substància pot arribar més fàcilment al cervell, fent que els seus efectes siguin més intensos i, en conseqüència que la seva efectivitat incrementi.
En farmacologia, els grups d'acetil, s'utilitza per crear fàrmacs antiinflamatoris.